# Пропріорецептори
Пропріорецептори чи пропріоцептори (від латинських слів власний, особливий і рецептори) — чутливі нервові закінчення з групи механорецепторів; розташовані в скелетних м'язах, сухожиллях, зв'язках; дають інформацію про положення різних частин тіла відносно одна одної. До пропріорецепторів відносять також м'язові веретена (скелетних м'язів, сухожилків), що складаються з 2—12 інтрафузальних м'язових волокон (іннервуються так званими гаммамотонейронами); тільця Гольджі, що знаходяться в м'язових сухожилках; тільця Пачіні (зв'язок, сухожилків, фасцій). Подразниками пропріорецепторів є скорочення і розтягування або напруження і розслаблення м'язів.